# 霊泉寺温泉
霊泉寺温泉（れいせんじおんせん）は、長野県上田市（旧国信濃国）にある温泉。

## 泉質
- 石膏性苦味泉
  - 源泉温度42℃。
  - 無色透明の源泉。

## 温泉街
霊泉寺の先の細い道沿いに数軒の旅館が存在する。共同浴場は1軒存在する。

## 歴史
開湯伝説によれば、968年（安和元年）に霊泉寺が建立された際に、寺の傍から温泉が湧出したとされる。
但し、建立の年代は1278年に（弘安元年）とする説など複数存在する。これは、1877年（明治10年）の火事で霊泉寺は大半が消失し、記録類がほとんど残っていないためである。古くは霊泉寺の寺湯として栄えた当温泉の歴史についても同様である。
また、平維茂が戸隠の鬼女退治をした（紅葉伝説）帰りに、この地で傷を癒したとも言われている。
1877年（明治10年）の火事以降、静かな湯治場となっていった。
昭和31年6月15日 - 厚生省告示第152号により、内村温泉の一部として鹿教湯温泉、大塩温泉とともに国民保養温泉地に指定。指定時は3温泉の総称は内村温泉であったが、のちに丸子温泉郷へと改められている。

## アクセス
- 鉄道：北陸新幹線・しなの鉄道 上田駅より千曲バス「鹿教湯温泉」行きで約55分。「宮沢」バス停下車後徒歩25分。

バス停近くには有線電話と旅館の電話番号が書かれた看板があり、旅館に車で送迎を依頼することができる。
- 自動車：上信越道東部湯の丸IC下車40分。